# Justicia comata
Justicia comata là một loài thực vật có hoa trong họ Ô rô. Loài này được (L.) Lam. mô tả khoa học đầu tiên năm 1785.